# الشلعلع
الشلعلع هو جبل من سلسلة جبال الأوراس، يقع شمال غرب ولاية باتنة شرق بلدية وادي الماء يصل علوه إلى حوالي 1848م، وهو مليء بأشجار الأرز والصنوبر الكثيفة، التي تشقها الطريق الرابطة بين مدينتي وادي الماء وباتنة. اشتهرت مرتفعاته بكبريات الثورات الشعبية والمحلية إبان حقبة الإستعمار الفرنسي للجزائر.

## الحياة البرية

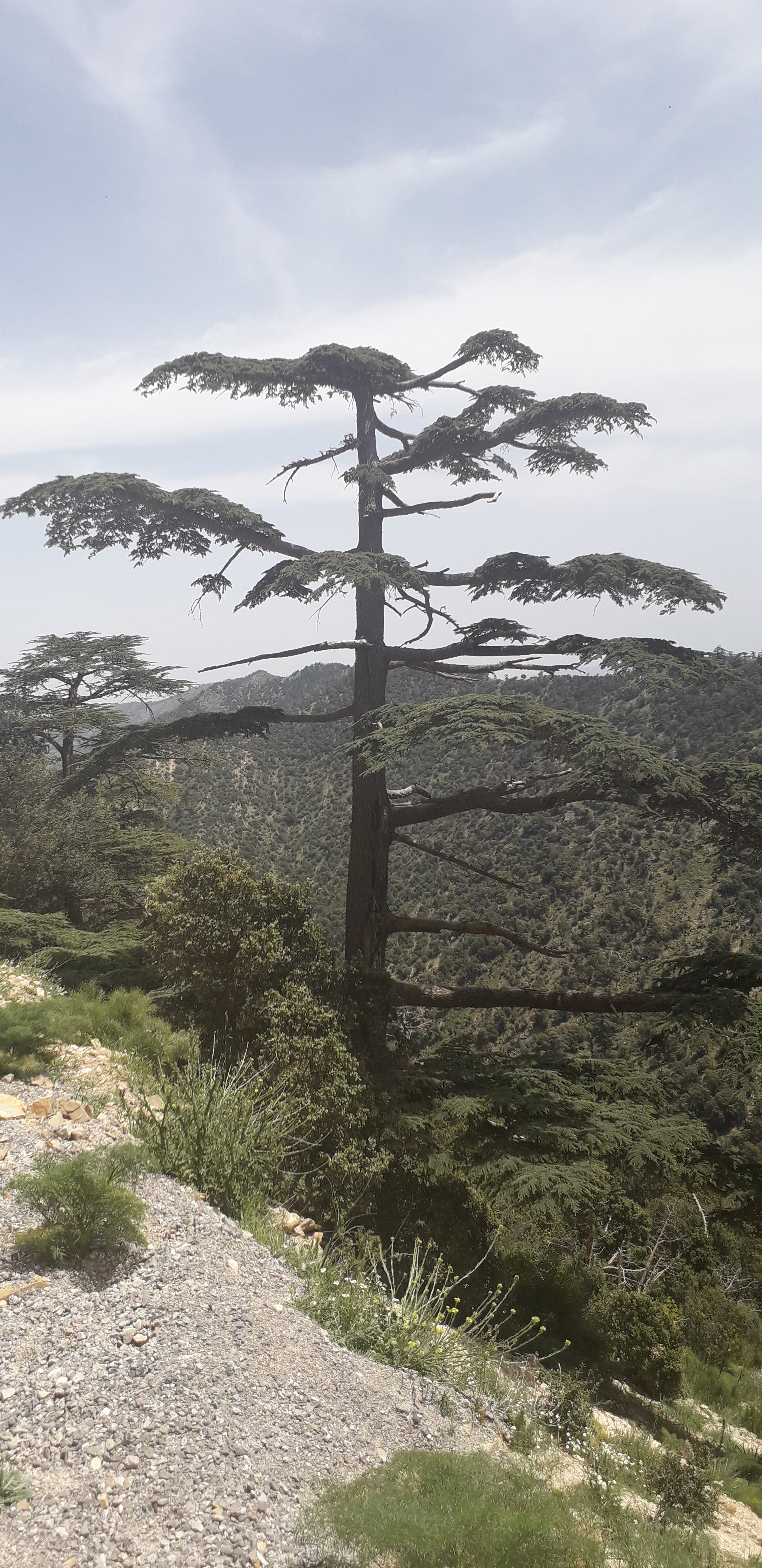
شجرة الأرز بجبل الشلعلع

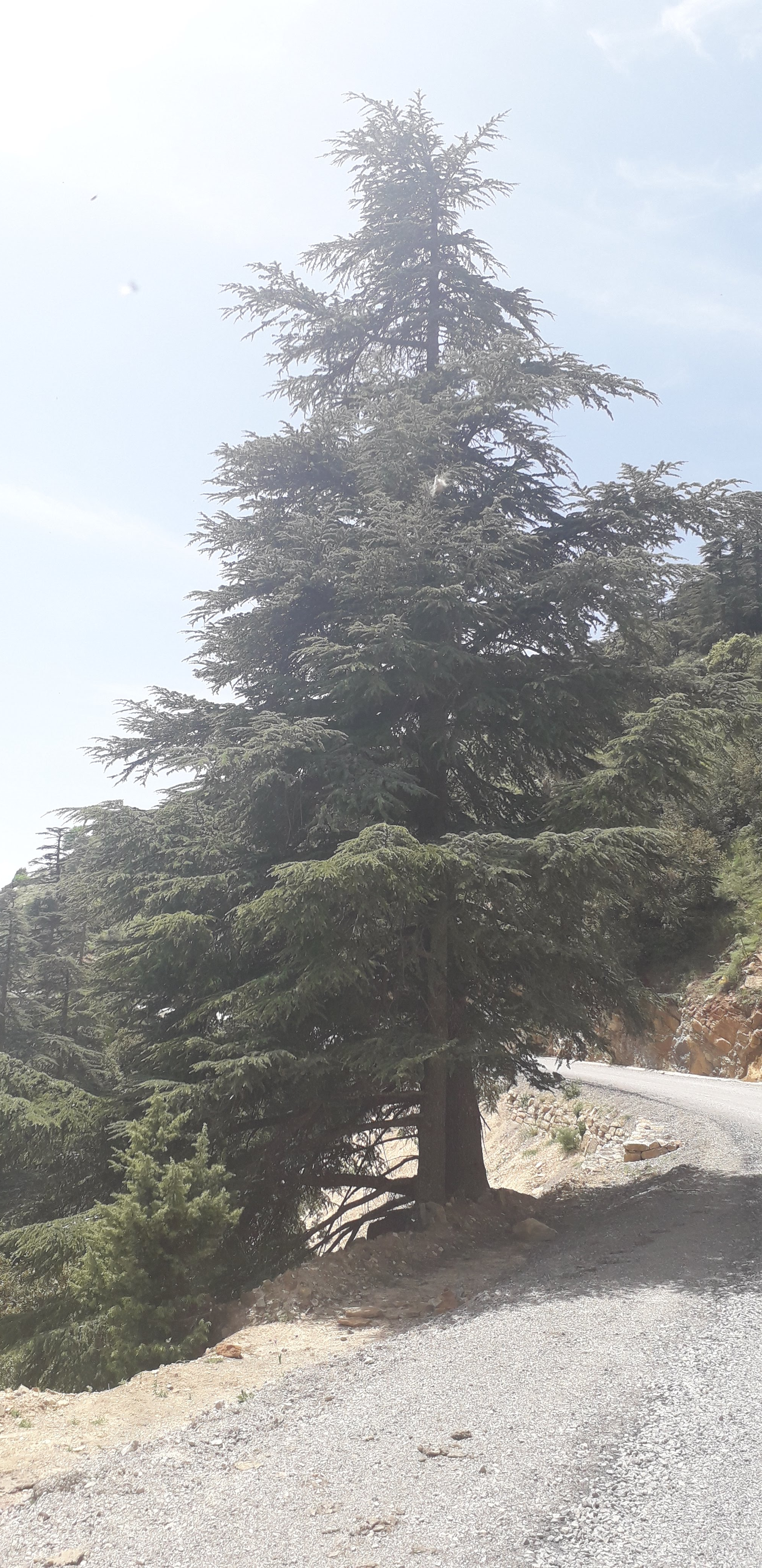
شجرة الصنوبر في جبل الشلعلع

يزخر جبل الشلعلع بتنوع حيوي غني يشمل الغطاء النباتي والحيواني. تغطي الجبل مساحة تقدر بـ 17,500 هكتار، ويحتوي على قمة تالمات التي ترتفع إلى 1,848 مترًا فوق سطح البحر. يعتبر الجبل موطنًا لأصناف نباتية نادرة، مثل أشجار الأرز التي توجد في عدد محدود من دول العالم، إضافة إلى نباتات مثل القرنفل، السيدوم، العفرون، والياسمين. كما يتنوع الغطاء الحيواني بين الثدييات كالقط البري والشيهم، والطيور مثل البلبل وأبو الحنّاء. تزدان المنطقة بمشاهد طبيعية، مثل منابع المياه المتدفقة كتيزي نليسر، وجبالها التي تكتسي بالثلوج أحيانًا.

## تاريخ

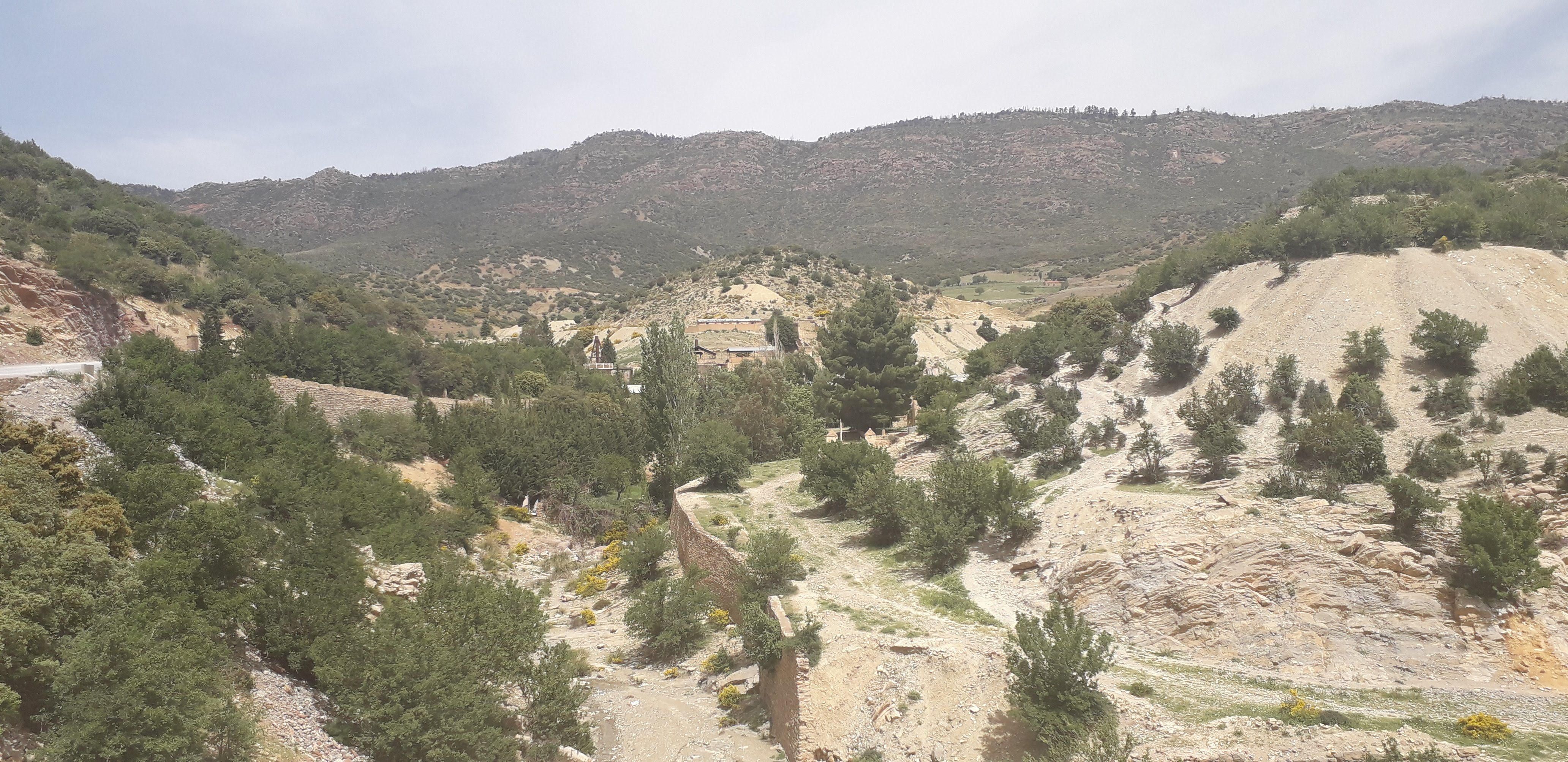
منازل مهجورة في جبل الشلغلع

في عام 1871، كان مسرحًا لمقاومة ضد الاستعمار الفرنسي قادها بن رحمون وبن دروي بمساعدة أهل المنطقة، ما دفع فرنسا لإرسال الجنرال ماري لحسم المعركة.
في عام 1916، شهد الجبل ثورة أخرى بقيادة عمرو موسى ضد التجنيد الإجباري للجزائريين من قِبل السلطات الفرنسية.

## الطريق العابر للجبل

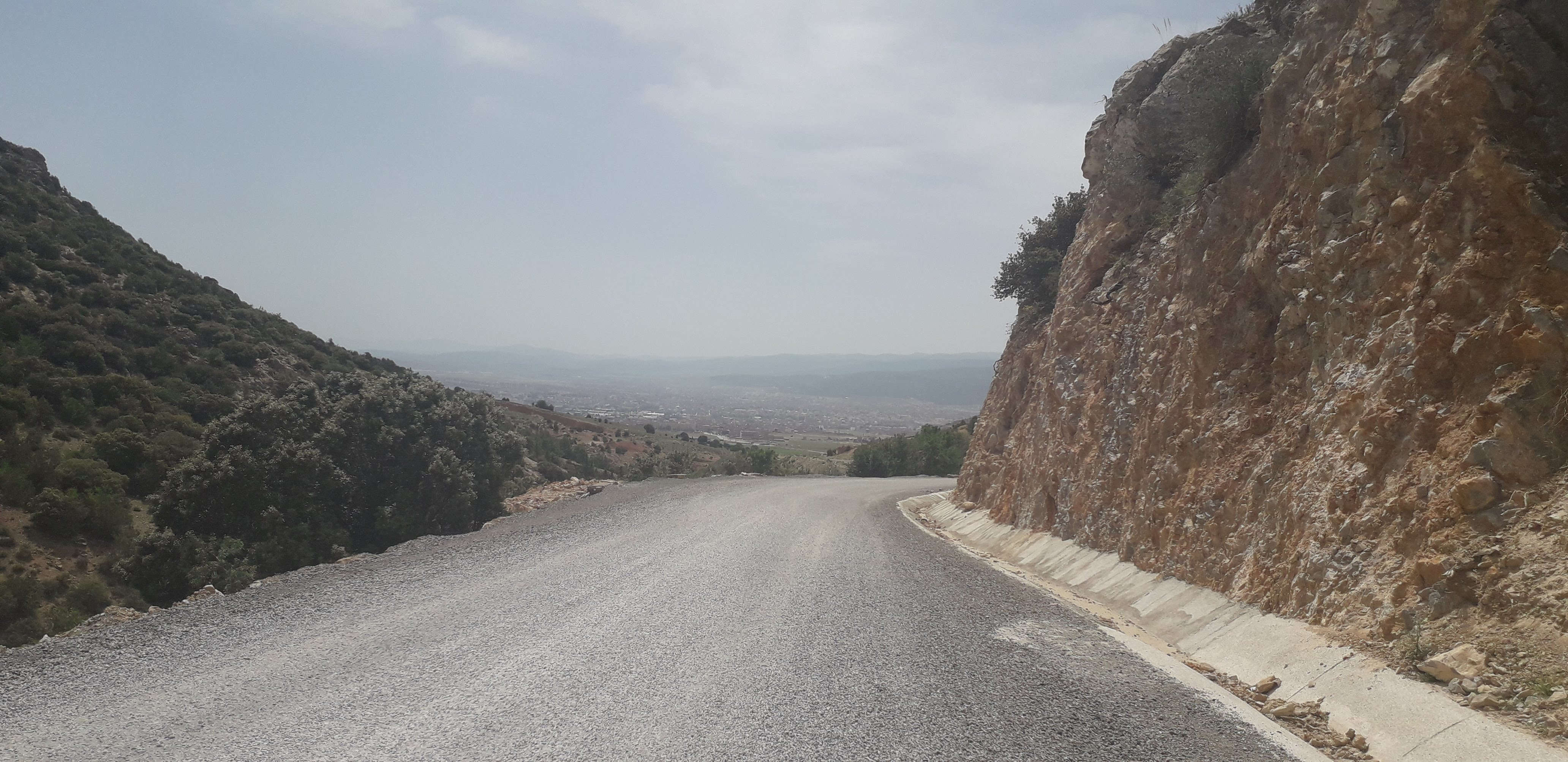
طريق جبل الشلعلع

طريق الشلعلع الجبلي هو مشروع يربط بين مدينة باتنة وبلدية وادي الماء عبر الحظيرة الوطنية بلزمة. يهدف هذا الطريق إلى تقليص المسافة بين عاصمة الولاية والبلديات الواقعة في الجهة الغربية، بالإضافة إلى تعزيز النشاط السياحي في المنطقة. المشروع عرف تأخيرات لسنوات بسبب غياب التمويل اللازم، حيث بقيت مسافة 5 كيلومترات غير معبدة من أصل 28 كيلومترًا. مؤخراً، خُصصت 3.5 مليار سنتيم من ميزانية الولاية لاستكمال الأشغال المتبقية، بعد رفع العراقيل وتعيين مؤسسة جديدة لإنجاز المشروع.

## المراجع

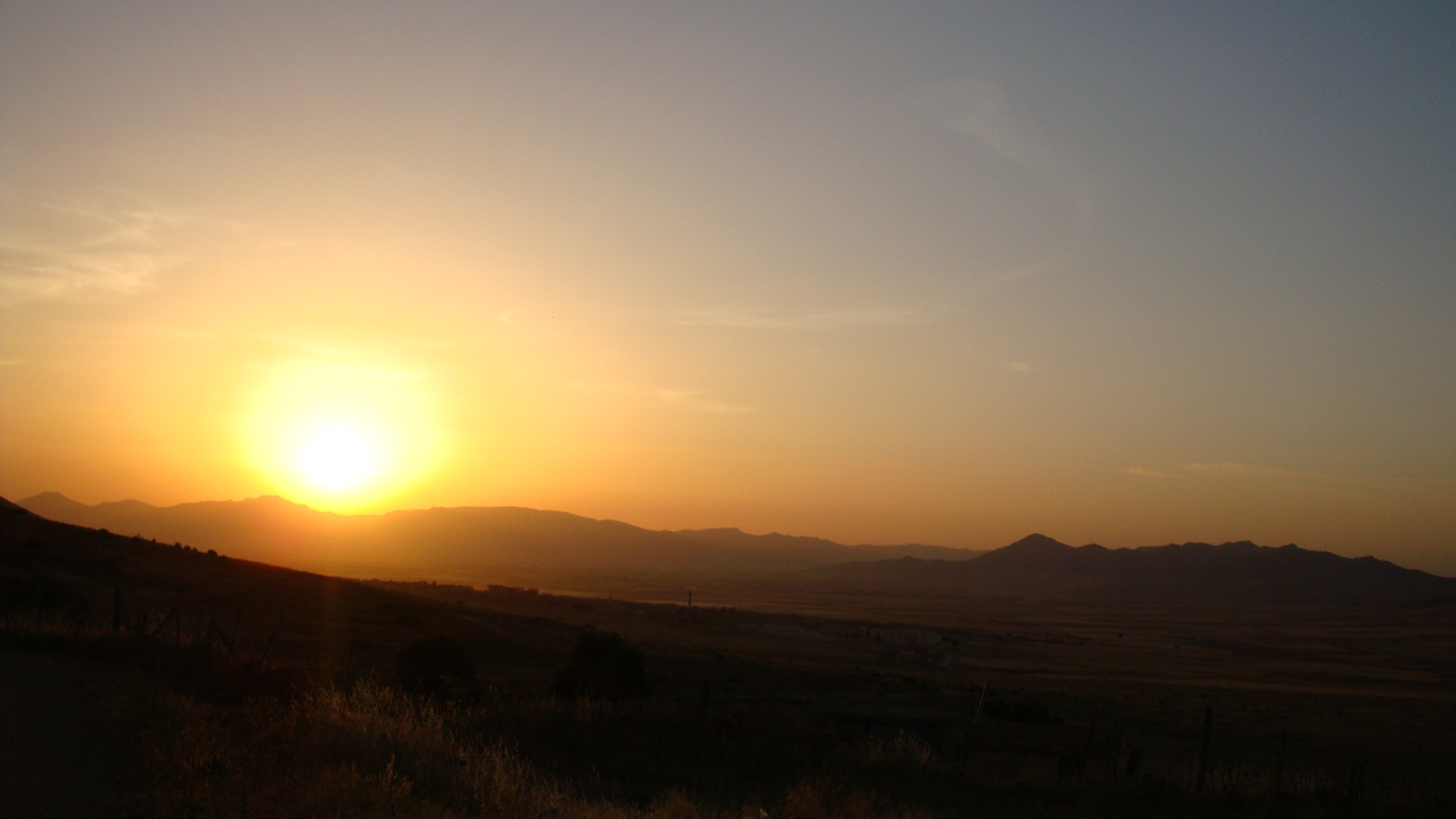
غروب الشمس على بلزمة منظر من الشلعلع